# Серж Нюаджи
Серж Комла Нюаджи (на френски: Komla Serge Nyuiadzi) е тогоански професионален футболист, играещ на постовете централен нападател, дясно крило или атакуващ полузащитник.

## Футболна кариера
Нюаджи е роден на 17 септември 1991 година в град Агу, Того. Въпреки че е роден в Того, Серж има и френско гражданство.
Юноша е на френския тим ОЖК Ница. Докато е в школата на тима има участия за Националния отбор на Франция до 17 и 19 години. Играе за втория тим на ОЖК Ница, но през пролетта на 2012 г. е освободен.

### ЦСКА София
Идва в ЦСКА София като свободен агент през юли 2012, но подписва с отбора едва на 1 септември 2012 година, поради наказанието което БФС налага на ЦСКА, и което забранява да бъдат картотекирани състезатели за един трансферен период. Докато няма картотека, Нюаджи играе няколко контроли с ЦСКА, като бележи попадение в контролата срещу ФК Сливнишки герой (Сливница)
Дебютира за първия състав на ЦСКА в срещата от 7 кръг на шампионата, срещу ПФК Етър (Велико Търново), завършил 3 – 1, влиза като резерва в 64-та минута на мястото на Антон Карачанаков, а в мача получава жълт картон.
За първи път започва като титуляр за ЦСКА при гостуването на ПФК Славия (София) в който отбора на ЦСКА побеждава с 0 – 2, и престоява на терена 82 минути, като е заменен от Илиас Кириакидис.